# Arzneimittelrecht
Das Arzneimittelrecht regelt die Herstellung, klinische Prüfung und Abgabe von Arzneimitteln. Das Arzneimittelrecht wird durch spezielle Arzneimittelgesetze und weitere Gesetze sowie verschiedene Richtlinien und Verordnungen getragen.
Dabei steht die Gefahrenabwehr im Vordergrund, die die Gesundheit der Bevölkerung sicherstellen soll. Das Arzneimittelrecht soll garantieren, dass nur sichere und wirksame Arzneimittel zum Einsatz kommen, und dass mit Arzneimitteln kein Missbrauch getrieben wird. Deshalb ist die Herstellung und Abgabe von Arzneimitteln an strenge Voraussetzungen geknüpft. In den deutschsprachigen Ländern regeln die Arzneimittelgesetze nicht nur Arzneimittel für Menschen, sondern auch Tierarzneimittel, darunter auch insbesondere Arzneimittel für Nutztiere.
Obwohl als Ursprung des europäischen Arzneimittelrechts oft das Edikt von Salerno von 1231 genannt wird, ist das Arzneimittelrecht weitgehend erst im 20. Jahrhundert entwickelt worden. Dabei waren die Ablösung der Apothekenzubereitung von Arzneimitteln durch industrielle Fertigung sowie verschiedene Arzneimittelskandale entscheidende Einflussfaktoren.
Das Arzneimittelrecht ist in erster Linie dem Verwaltungsrecht zuzuordnen. Zugleich ist es ein Teilgebiet des Nebenstrafrechtes und des Medizinrechts. Vom Pharmarecht kann man es abgrenzen, da letzteres beispielsweise auch patentrechtliche und sozialrechtliche Aspekte von Arzneimitteln sowie das Medizinprodukterecht abdeckt.

## Grundzüge des Arzneimittelrechts
Die zwei Hauptgebiete, mit denen sich das Arzneimittelrecht befasst, sind die Arzneimittelherstellung und die Arzneimittelabgabe. Hinzu kommt noch die klinische Prüfung von Arzneimitteln in klinischen Studien.

### Arzneimittelherstellung
Die Herstellung von Arzneimitteln ist streng reglementiert. Pharmaunternehmen benötigen eine Herstellungserlaubnis, für die eine geeignete Produktionseinrichtung sowie Sachkunde und Zuverlässigkeit nachgewiesen werden muss. Die Arzneimittelherstellung muss in Übereinstimmung mit der Good Manufacturing Practice erfolgen. Analog dazu wird beim Import von Arzneimitteln in der Regel eine Importerlaubnis verlangt. Apotheken benötigen in der Regel keine besondere Herstellungserlaubnis.
In manchen Ländern gibt es für pharmazeutische Unternehmen eine spezielle Arzneimittelhaftung; in anderen Ländern gilt für Arzneimittel die allgemeine Produkthaftung.

### Arzneimittelabgabe
Eine Vielzahl von rechtlichen Vorschriften sind mit der Abgabe von Arzneimitteln befasst. In den meisten Ländern dürfen Fertigarzneimittel nur in den Verkehr gebracht werden, wenn sie von einer zuständigen Arzneimittelbehörde zugelassen wurden. Die rechtlichen Grundlagen der Arzneimittelzulassung sind somit ein Kernbereich des Arzneimittelrechts. Für Fertigarzneimittel gibt es detaillierte Vorschriften zur Kennzeichnung, zur Packungsbeilage und anderen Produktinformation.
Darüber hinaus gibt es für die Abgabe weitere spezielle Regelungen wie die Apothekenpflicht und die Verschreibungspflicht. Im weiteren Sinne kann man auch Teile des Apothekenrechts und das Recht der Arzneimittelwerbung zu diesem Bereich zählen.

### Klinische Prüfung
In der klinischen Prüfung wird die Sicherheit und Wirksamkeit eines Arzneimittels untersucht. Die rechtliche Regelung dieses Bereiches ist ein relativ junger Zweig des Arzneimittelrechts. Über viele Jahre gab es hierzu lediglich informelle Regelungen und das ärztliche Standesrecht, das auf die Deklaration von Helsinki zurückgriff.
Inzwischen ist in vielen Ländern die Good Clinical Practice zum Schutz der Studienteilnehmer rechtsverbindlich geregelt. Damit haben auch die Ethikkommissionen eine gestärkte Stellung im Genehmigungsverfahren für klinische Studien.

## Arzneimittelrecht in ausgewählten Rechtsordnungen

### Arzneimittelrecht der Europäischen Union
In der Europäischen Union sind große Teile des Arzneimittelrechts harmonisiert worden. Ziel dieser Harmonisierung war es, technische und wissenschaftliche Hindernisse auf dem Weg zum Europäischen Binnenmarkt zu beseitigen. Das Arzneimittelrecht der EU wird durch Rechtsakte der Europäischen Union geschaffen, insbesondere Richtlinien und Verordnungen. Richtlinien wenden sich an die Mitgliedstaaten, die diese in nationale Gesetze umsetzen müssen, während Verordnungen unmittelbar in allen Mitgliedstaaten verbindlich sind.
Die erste Richtlinie zur Herstellung und zum Verkehr mit Arzneimitteln war die Richtlinie 65/65/EWG von 1965. Diese und folgende Richtlinien wurden 2001 aufgehoben und durch die Richtlinie 2001/83/EG zur Schaffung eines Gemeinschaftskodexes für Humanarzneimittel sowie die Richtlinie 2001/82/EG zur Schaffung eines Gemeinschaftskodexes für Tierarzneimittel (ab 2022 abgelöst durch die Verordnung (EU) 2019/6 über Tierarzneimittel) ersetzt. Diese neuen Richtlinien umfassen den gesamten Bereich der Arzneimittelherstellung und des Verkehrs mit Arzneimitteln, unter anderem auch die nicht zentralisierten Gemeinschaftsverfahren zur Arzneimittelzulassung.
Die Richtlinie (EU) 2017/1572 der Kommission schreibt für die Arzneimittelherstellung die Gute Herstellungspraxis vor. Nach dem europäischen Arzneimittelrecht muss in jedem Pharmaunternehmen eine Sachkundige Person für die Herstellung, Prüfung, und Freigabe der Arzneimittel verantwortlich sein. Pharmaunternehmen müssen ihren Sitz in einem Mitgliedstaat der Europäischen Union haben.
Unter den EU-Verordnungen ist besonders die Verordnung (EG) Nr. 726/2004 über die Genehmigung und Überwachung von Arzneimitteln und die Einrichtung der Europäischen Arzneimittelagentur zu nennen, in der auch das zentralisierte Gemeinschaftsverfahren zur Arzneimittelzulassung festgelegt ist. Die Verordnung (EG) Nr. 470/2009 regelt Höchstmengen von Rückständen pharmakologisch wirksamer Stoffe in Lebensmitteln tierischen Ursprungs.
Die klinische Prüfung von Arzneimitteln wurde erst 2001 durch die Richtlinie 2001/20/EG über die Anwendung der guten klinischen Praxis (GCP-Richtlinie) EU-weit geregelt. 2005 wurde diese durch die Richtlinie 2005/28/EG über Grundsätze und Leitlinien der guten klinischen Praxis der Kommission ergänzt, die unter anderem Details zu Prüfarzneimitteln regelt. Die Richtlinie 2001/20/EG wurde durch die Verordnung (EU) Nr. 536/2014 ersetzt; die Richtlinie 2005/28/EG wurde durch die Durchführungsverordnung (EU) 2017/556 der Kommission ersetzt.
Mit dem EU-Pharmapaket von 2008 wurde eine Reihe von Neuregelungen eingeführt, die die verbesserte Überwachung von Arzneimittelrisiken (Pharmakovigilanz) und die  Bekämpfung von Medikamentenfälschungen betreffen. Die geplante Lockerung des bestehenden Werbeverbot für verschreibungspflichtige Medikamente scheiterte.
Das gesamte Arzneimittelrecht der EU ist in der EudraLex-Datenbank zugänglich. Dort sind auch Erläuterungen unter Notice to applicants sowie Leitlinien der Europäischen Arzneimittelagentur zu finden. Diese bilden das sogenannte soft law, das zwar rechtlich nicht bindend ist, aber den anzuwendenden Stand der Wissenschaft konkretisiert.

### Deutsches Arzneimittelrecht
Der Kern des deutschen Arzneimittelrechts ist das Arzneimittelgesetz von 1976. Dieses Gesetz regelt verschiedene Aspekte der Arzneimittelherstellung, Abgabe und der klinischen Prüfung. Dem Gesetz von 1976 ging das erste  Arzneimittelgesetz von 1961 voran, mit dem Vorgaben aus den Römischen Verträgen von 1957 umgesetzt wurden. Das Gesetz von 1961 führte erstmals eine Herstellungserlaubnis und eine Registrierungspflicht für Arzneimittel ein. In den Prozessen infolge des Contergan-Skandals zeigten sich große Mängel im Gesetz von 1961; dies führte in einem langjährigen Gesetzgebungsprozess zum Arzneimittelgesetz von 1976, welches bis heute fünfzehnmal novelliert wurde. Im Gesetz von 1976 wurde ein Zulassungsverfahren eingeführt, mit dem der Nachweis von Qualität, Wirksamkeit und Unbedenklichkeit des Arzneimittels zu führen sind. Ferner wurde eine besondere Gefährdungshaftung bei Arzneimittelschäden ins Gesetz aufgenommen. Homöopathische Mittel – sofern sie kein Anwendungsgebiet angeben – sind über ein erleichtertes Registrierungsverfahren vom Wirksamkeitsnachweis ausgenommen.
Weitere Gesetze, die dem Arzneimittelrecht im weiteren Sinne zuzurechnen sind, sind das Apothekengesetz von 1960 und das Betäubungsmittelgesetz von 1971, welches das Opiumgesetz von 1929 ablöste. Die Arzneimittelwerbung ist im Heilmittelwerbegesetz von 1965 (neugefasst 1994) geregelt. Seit 2022 ergänzt das Tierarzneimittelgesetz (TAMG) auf nationaler Ebene die Inhalte der Verordnung (EU) 2019/6 über Tierarzneimittel.
Neben den Gesetzen gibt es eine Reihe von Verordnungen und Verwaltungsvorschriften, die zum Arzneimittelrecht zuzuzählen sind. Viele Aspekte der Herstellung werden in der Arzneimittel- und Wirkstoffherstellungsverordnung geregelt. Zulassungsanforderungen werden in den Arzneimittelprüfrichtlinien konkretisiert, die den Anhang I der Richtlinie 2001/83/EG in nationales Recht überführen. Für die Abgabe von Arzneimitteln ist die Arzneimittelverschreibungsverordnung heranzuziehen, bei verschreibungsfähigen Betäubungsmitteln die Betäubungsmittel-Verschreibungsverordnung. Das Apothekengesetz wird durch die Apothekenbetriebsordnung ergänzt, Details zur klinischen Prüfung sind in der GCP-Verordnung ausgeführt, die die Good Clinical Practice verbindlich vorschreibt.
Das Recht des Apothekenwesens, der Betäubungsmittel und der Arzneien unterliegt nach Artikel 74 Grundgesetz der konkurrierenden Gesetzgebung. Texte der bundesrechtlichen Gesetze und Verordnungen sind auf einer Webseite des Bundesministeriums für Gesundheit zu finden. Darüber hinaus gibt es verschiedene landesrechtliche Regelungen, die auf einer Webseite der ZLG aufgeführt sind.
In der Deutschen Demokratischen Republik gab es seit 1964 ein Arzneimittelgesetz (DDR).

### Österreichisches Arzneimittelrecht
Der Kern des österreichischen Arzneimittelrechts ist das Bundesgesetz vom 2. März 1983 über die Herstellung und das Inverkehrbringen von Arzneimitteln (Arzneimittelgesetz (Österreich)). Es wird ergänzt durch das Apothekengesetz von 1906, das Rezeptpflichtgesetz von 1972 sowie das Arzneiwareneinfuhrgesetz von 2002.
Das Arzneimittelgesetz von 1983 hat die Spezialitätenordnung von 1947 abgelöst und die Registrierungspflicht für Arzneispezialitäten durch ein Arzneimittelzulassungsverfahren mit Wirksamkeitsnachweis ersetzt.
Die Gesetze werden unter anderem ergänzt durch die Arzneimittelbetriebsordnung zur Arzneimittelherstellung, die Rezeptpflichtverordnung und die Abgrenzungsverordnung zur Arzneimittelabgabe sowie die Apothekenbetriebsordnung.
Texte der Gesetze und Verordnungen sind auf einer Webseite der AGES-PharmMed zu finden.

### Schweizer Arzneimittelrecht
In der Schweiz regelt das Bundesgesetz vom 15. Dezember 2000 über Arzneimittel und Medizinprodukte (Heilmittelgesetz) nicht nur die Zulassung und Abgabe von Arzneimitteln, sondern auch von Medizinprodukten. Mit dem Heilmittelgesetz wurden bisherige kantonale, interkantonale und eidgenössische Regelungen in einem Gesetz zusammengefasst. Die Zuständigkeit des Bundes für Heilmittel wird in Artikel 118 der Bundesverfassung geregelt.
Das Heilmittelgesetz wird durch eine Reihe von Verordnungen des Bundesrates ergänzt, darunter die Arzneimittel-Bewilligungsverordnung zur Herstellung, zum Großhandel und Im- und Export von Arzneimitteln; die Arzneimittelverordnung zur Zulassung von Arzneimitteln, zur Einteilung in Abgabekategorien und zur Pharmakovigilanz; die Arzneimittel-Werbeverordnung und schließlich die Verordnung über klinische Versuche mit Heilmitteln, die vorschreibt, dass klinische Studien mit Arzneimitteln nach der ICH-Leitlinie zur Good Clinical Practice durchgeführt werden müssen.
Darüber hinaus gibt es noch Institutsratsverordnungen der Swissmedic wie beispielsweise die Arzneimittel-Zulassungsverordnung.
Die Rechtsgrundlagen des Schweizer Arzneimittelrechts sind auf einer Webseite der Swissmedic zu finden.

### Arzneimittelrecht in den USA
Das erste Arzneimittelgesetz in den USA war der Pure Food and Drug Act von 1906, in dem eine klare Kennzeichnung für Arzneimittel vorgeschrieben wurde; ein Genehmigungsverfahren wurde damit allerdings noch nicht eingeführt. Das geschah drei Jahrzehnte später mit dem Federal Food, Drug, and Cosmetic Act von 1938, der als Folge der Sulfanilamid-Katastrophe verabschiedet wurde. Zentrale Regelungen dieses Gesetzes wurden durch das Kefauver-Harris Drug Amendment von 1962 verschärft, welches parallel zur Aufdeckung des Contergan-Skandals beraten wurde. Mit dieser Gesetzesänderung wurde erstmals ein Nachweis für die therapeutische Wirksamkeit gefordert, die in geeigneten, kontrollierten Studien (adequate and well-controlled studies) nachzuweisen war. Zuvor war es ausreichend gewesen, die pharmazeutische Herstellungsqualität und die Unbedenklichkeit nachzuweisen. Später haben viele Arzneimittelgesetze anderer Länder ebenfalls solche Wirksamkeitsnachweise gefordert. Das amerikanische Arzneimittelrecht seit 1962 war in vieler Hinsicht ein Modell, dem eine große Zahl weiterer Länder gefolgt ist.
Aktuelle Gesetzestexte und regulatorische Leitlinien sind auf einer Webseite der Food and Drug Administration zu finden.